# Strongylophthalmyia
Strongylophthalmyia är ett släkte av tvåvingar. Enligt Catalogue of Life ingår Strongylophthalmyia i familjen långbensflugor, men enligt Dyntaxa är tillhörigheten istället familjen bastflugor.

## Dottertaxa tillStrongylophthalmyia, i alfabetisk ordning[1][2]
- Strongylophthalmyia angusticollis
- Strongylophthalmyia angustipennis
- Strongylophthalmyia bifasciata
- Strongylophthalmyia brunneipennis
- Strongylophthalmyia caliginosa
- Strongylophthalmyia coarctata
- Strongylophthalmyia crinita
- Strongylophthalmyia curvinervis
- Strongylophthalmyia dorsocentralis
- Strongylophthalmyia elegantissima
- Strongylophthalmyia fasciolata
- Strongylophthalmyia fascipennis
- Strongylophthalmyia fascipes
- Strongylophthalmyia freidbergi
- Strongylophthalmyia freyi
- Strongylophthalmyia gibbifera
- Strongylophthalmyia immaculata
- Strongylophthalmyia indica
- Strongylophthalmyia japonica
- Strongylophthalmyia lutea
- Strongylophthalmyia macrocera
- Strongylophthalmyia maculipennis
- Strongylophthalmyia metatarsata
- Strongylophthalmyia microstyla
- Strongylophthalmyia nigricoxa
- Strongylophthalmyia nigriventris
- Strongylophthalmyia pallipes
- Strongylophthalmyia palpalis
- Strongylophthalmyia paula
- Strongylophthalmyia pectinigera
- Strongylophthalmyia pengellyi
- Strongylophthalmyia pictipes
- Strongylophthalmyia polita
- Strongylophthalmyia punctata
- Strongylophthalmyia puncticollis
- Strongylophthalmyia punctum
- Strongylophthalmyia raricornis
- Strongylophthalmyia spinipalpa
- Strongylophthalmyia spinosa
- Strongylophthalmyia stackelbergi
- Strongylophthalmyia stylocera
- Strongylophthalmyia thaii
- Strongylophthalmyia trifasciata
- Strongylophthalmyia tripunctata
- Strongylophthalmyia ustulata
- Strongylophthalmyia verrucifera